# Libor Fašiang
Libor Fašiang (* 21. června 1958) je bývalý slovenský fotbalista, obránce.

## Fotbalová kariéra
Hrál za LB Spišská Nová Ves a Spartak Trnava. V československé lize nastoupil v 204 utkáních a dal 3 góly.

## Trenérská kariéra
V roce 2003 byl trenérem ŠK Slovan Bratislava. Jako asistent působil mj. v FK Senica.

## Ligová bilance
| Ročník                                      | Zápasy | Góly | Klub                |
| ------------------------------------------- | ------ | ---- | ------------------- |
| 1. slovenská národní fotbalová liga 1981/82 | 28     | 0    | LB Spišská Nová Ves |
| 1. československá fotbalová liga 1982/83    | 15     | 0    | Spartak Trnava      |
| 1. československá fotbalová liga 1983/84    | 25     | 0    | Spartak Trnava      |
| 1. československá fotbalová liga 1984/85    | 28     | 0    | Spartak Trnava      |
| 1. československá fotbalová liga 1985/86    | 17     | 0    | Spartak Trnava      |
| 1. československá fotbalová liga 1986/87    | 29     | 3    | Spartak Trnava      |
| 1. československá fotbalová liga 1987/88    | 30     | 0    | Spartak Trnava      |
| 1. československá fotbalová liga 1988/89    | 30     | 0    | Spartak Trnava      |
| 1. československá fotbalová liga 1989/90    | 30     | 0    | Spartak Trnava      |
| CELKEM                                      | 232    | 3    |                     |